# Стройков, Николай Васильевич
Николай Васильевич Стройков (21 декабря 1921 года, село Тырново ныне Шиловского района Рязанской области — 13 января 1964 года, Минск) — советский военный лётчик, лётчик-ас, сбивший 16 самолётов противника лично, 2 в паре и 17 в группе во время Великой Отечественной войны и лично 1 самолёт противника во время Войны в Корее, участник Великой Отечественной войны и Войны в Корее, Герой Советского Союза (1945). Полковник.

## Биография
После переезда семьи в Рязань Николай работал слесарем на заводе «Рязсельмаш».
Его боевой путь начался в 1943 году на Курской дуге. До конца Великой Отечественной войны командир эскадрильи 213-го гвардейского истребительного авиационного полка старший лейтенант Стройков совершил 245 боевых вылетов, провёл 68 воздушных боёв.

Могила Стройкова на Восточном кладбище Минска.

27 июня 1945 года Указом Президиума Верховного Совета СССР командир эскадрильи 213-го гвардейского истребительного авиационного полка 22-й гвардейской истребительной авиационной дивизии 6-го гвардейского истребительного авиационного корпуса 2-й воздушной армии старший лейтенант Стройков Н. В. удостоен звания Герой Советского Союза. Медаль «Золотая Звезда» № 6587.

## Память
- В посёлке Шилово на здании дома № 1 по улице Стройкова установлена мемориальная доска.
- В профессиональном лицее № 1 в города Рязани установлена мемориальная доска.
- Именем Стройкова названы улицы в Рязани и Шилово, средняя школа в Тырново.